# الین انگستروم
الین انگستروم (انگلیسی: Elin Engström؛ ۱ ژانویه ۱۸۶۰ – ۱ سپتامبر ۱۹۵۷) سیاست‌مدار اهل سوئد بود.

## زندگی
الین انگستروم دختر شاغل حمام عمومی، فردریک کارلسون، بود؛ مادر او نیز در همان حمام به‌عنوان کارمند فعالیت می‌کرد. در سال ۱۸۷۸، او با تون‌ساز و فعال اتحادیه‌ای، یونْس انگستروم ازدواج کرد.
پس از آن‌که همسرش بر اثر سل درگذشت، الین انگستروم مسئولیت بزرگ کردن شش فرزند خود را به‌تنهایی بر عهده گرفت. او برای تأمین معاش، به کارهای موقتی مختلفی روی آورد؛ از جمله نوشتن نامه برای دیگران، شستن لباس‌ها و مراقبت از کودکان. با وجود این تلاش‌ها، ناچار شد دو تن از فرزندانش را به‌طور موقت به یتیم‌خانه بسپارد؛ در آن زمان، این کار برای والدین فقیر کاری رایج به‌شمار می‌آمد تا زمانی که دوباره توان مالی نگهداری از فرزندان خود را به‌دست آورند.
از سال ۱۸۸۶ تا زمان بازنشستگی‌اش در ۱۹۳۵، انگستروم به‌عنوان منشی اداری در روزنامهٔ سوسیال‌دموکرات و ارگان حزب یعنی سوسیال-دموکراتن کار کرد. در آغاز، این فعالیت داوطلبانه و بدون دستمزد بود، چرا که روزنامه از نظر مالی در وضعیت بحرانی قرار داشت. اما با گسترش جنبش کارگری و رونق گرفتن روزنامه، در سال ۱۹۰۴، الین انگستروم به‌عنوان مسئول دفتر اشتراک و توزیع روزنامه منصوب شد و توانست از این راه درآمدی پایدار برای خود فراهم آورد.

### حیات سیاسی
همسر الین، از بنیان‌گذاران اتحادیهٔ صنفی تون‌سازان و از اعضای پیشتاز انجمن سوسیال‌دموکراتیک بود و در زمانی که این انجمن در سال ۱۸۸۹ به حزب سوسیال‌دموکرات سوئد تبدیل شد، در شمار پایه‌گذاران حزب قرار داشت.
الین انگستروم نیز از نخستین زنانی بود که به عضویت انجمن سوسیال‌دموکراتیک درآمد، پیش از آن‌که این انجمن به حزب سوسیال‌دموکرات سوئد بدل شود. در سال ۱۸۹۲، او از بنیان‌گذاران و اعضای اولیهٔ باشگاه عمومی زنان استکهلم بود که یکی از نخستین نهادهای زنانه درون جنبش سوسیال‌دموکراتیک به‌شمار می‌رفت.
او در سال‌های ۱۹۰۰ تا ۱۹۰۱ عضو کمیتهٔ تبلیغات زنان بود؛ نهادی که با هدف آگاهی‌بخشی سیاسی به زنان کارگر تأسیس شده بود. سپس، در فاصلهٔ سال‌های ۱۹۰۸ تا ۱۹۱۴، عضو کنگرهٔ زنان سوسیال‌دموکرات بود. بین سال‌های ۱۹۱۴ تا ۱۹۲۰، او به‌عنوان حسابدار همین کنگره فعالیت داشت و پس از آن، از سال ۱۹۲۰ تا ۱۹۳۶، حسابدار زنان سوسیال‌دموکرات در سوئد بود.
انگستروم همچنین در نهادهای دولتی و اجتماعی شهرداری استکهلم حضور فعالی داشت: او از ۱۹۱۷ تا ۱۹۳۵ عضو هیئت‌مدیرهٔ هیئت بازنشستگی شهرداری استکهلم بود و بین سال‌های ۱۹۱۷ تا ۱۹۲۳ در هیئت مسکن شهرداری استکهلم عضویت داشت. این مسئولیت‌ها، نشان‌دهندهٔ اعتماد عمومی و جایگاه اجتماعی بالای او به‌عنوان زنی از طبقهٔ کارگر در ساختارهای حکومتی و شهری بودند.
در سال ۱۹۰۲، او به همراه آنا برانتینگ و اریکا لیندکویست از جمله زنانی بود که انجمن ملی برای حق رأی سیاسی زنان را بنیان نهادند. آنان همچنین از همکاری زنان سوسیال‌دموکرات استکهلم با جنبش حق رأی زنان پشتیبانی کردند؛ اقدامی که در آن دوران، بسیار مهم و پیشرو تلقی می‌شد.
الین انگستروم از جمله زنانی بود که توانست با وجود مسئولیت‌های خانوادگی، در عرصه‌های سیاسی و اجتماعی نیز نقش فعالی ایفا کند و الگویی الهام‌بخش برای نسل‌های بعدی زنان در سوئد گردد.